# DMG Mori
Cet article concerne une entreprise. Pour le voilier, voir DMG Mori Global One.

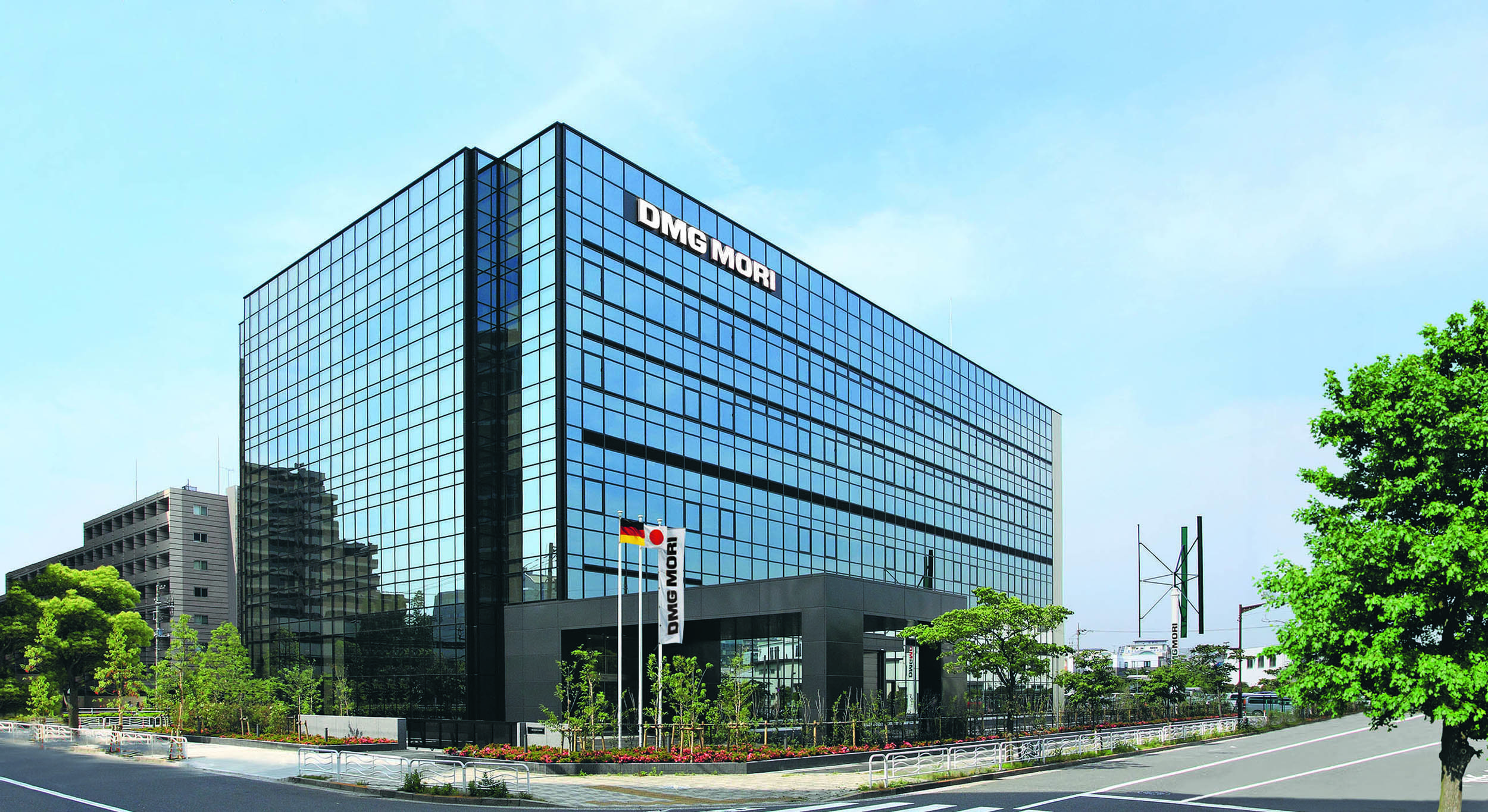
Siège social à Tokyo

DMG MORI, anciennement  Mori Seiki (株式会社森精機製作所 Kabushiki Kaisha Mori Seiki Seisakusho) (TYO : 6141) est un constructeur japonais de machines-outils. La compagnie a son siège dans Tokyo (Global Headquarter) e Nara (Second Headquarter). La filiale européenne  DMG MORI EMEA GmbH a son siège à Wernau, Allemagne. Sa filiale française, DMG MORI France, a ses bureaux à Roissy-en-France (95), Scionzier (74), Toulouse (31) et Saint-Priest (69).

## Sponsoring sportif
Lors du championnat du monde d’endurance automobile (WEC) sur la période 2014-2017, DMG Mori est un des sponsors principal de Porsche avec sa 919 Hybrid, victorieuse aux 24h du Mans en 2015, 2016 et 2017.
DMG Mori sponsorise le navigateur japonais Kojiro Shiraishi qui, en 2021, sur son Imoca DMG Mori Global One devient le premier Asiatique à terminer un Vendée Globe.